# Adducte

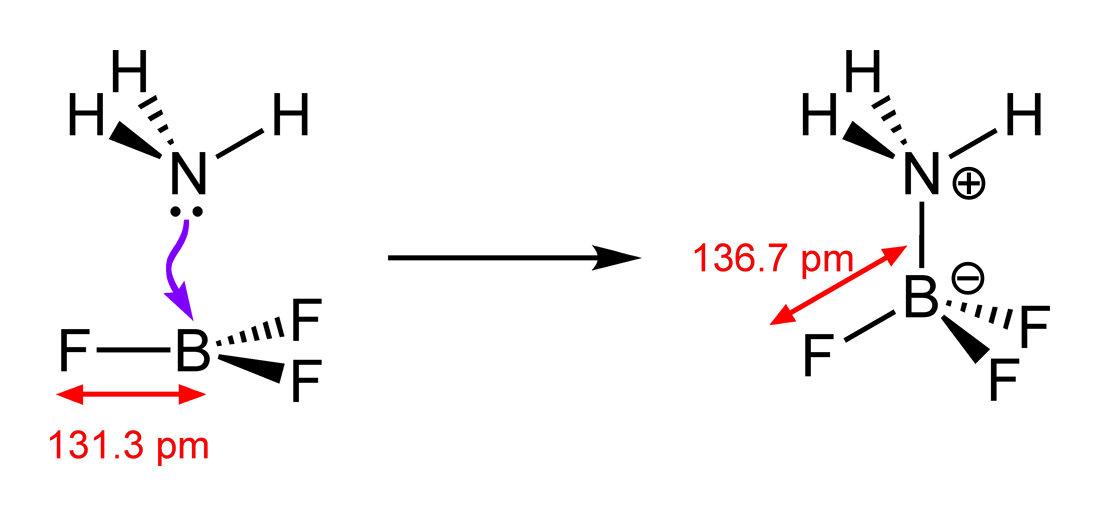
Reacció entre amoníac NH3 (base de Lewis) i trifluorur de bor BF3 (àcid de Lewis) amb formació d'un adducte de Lewis.

Formació d'un adducte a la cicloaddició de Diels-Alder per reacció del cicloocta-1,3,5-triè i l'anhídrid maleic.

Un adducte és una nova espècie química AB formada en una reacció química, cada entitat molecular de la qual està formada per la combinació directa de dues entitats moleculars separades A i B de tal manera que hi ha un canvi en la connectivitat, però sense pèrdua, dels àtoms dins dels fragments A i B.
S'utilitza específicament per a productes d'una reacció d'addició. Per exemple: adducte de Lewis, adducte de Meisenheimer, adducte de Diels-Alder, adducte σ, adducte π.

Formació d'un adducte de Meisenheimer.

Les estequiometries superiors a 1:1 també són possibles, per exemple un bis-adducte (2:1). O també es pot formar un adducte intramolecular quan A i B són grups continguts dins de la mateixa entitat molecular. Aquest és un terme general que, sempre que sigui necessari, s'ha d'utilitzar amb preferència al terme complex menys explícit.
L'etimologia prové del llatí adductus, -a, -um, participi de adducĕre ‘conduir vers, emmenar’.